# Zlatko Dračić
Zlatko Dračić (né le 17 novembre 1940 à Zagreb dans le royaume de Yougoslavie) est un joueur de football international yougoslave (croate).
Il est connu pour avoir terminé meilleur buteur du championnat de Yougoslavie lors de la saison 1964-1965 avec 23 buts.